# Gutspark Falkenberg
Der Gutspark Falkenberg ist eine öffentliche Parkanlage im Berliner Ortsteil Falkenberg des Bezirks Lichtenberg. Sie kann auf eine frühere Grünanlage aus dem 14. Jahrhundert um das Gutshaus Falkenberg zurückgeführt werden. Der Park befand sich bis Mitte des 20. Jahrhunderts im Besitz der Familie Humboldt. Er bildet das Eingangsareal zum Regionalpark Barnimer Feldmark, einer größeren öffentlichen Naherholungsanlage, zu Beginn des 21. Jahrhunderts angelegt und stetig erweitert.

## Geschichte
Die Stadt Berlin kaufte im Jahr 1875 die Immobilie Gut Falkenberg von der Adelsfamilie von Alvensleben. Das Gut war bis 1804 im Besitz von Ferdinand von Holwede, der es 1795 von seiner Mutter Marie-Elisabeth von Humboldt geerbt hatte. Teilflächen des Guts sollten zur Anlage von Rieselfeldern genutzt werden; um den Erhalt der übrigen Flächen vor allem um den früheren barocken Lustgarten und den Erhalt der Gebäude kümmerte sich die Berliner Verwaltung jedoch kaum. Gutsherrenhaus und Wirtschaftsgebäude verfielen, der Park verwilderte. Im Jahr 1962 mussten die ersten Gebäude wegen Baufälligkeit abgerissen werden.
Im Jahr 1999 schrieben das damalige Bezirksamt Hohenschönhausen und die Senatsverwaltung für Stadtentwicklung einen landschaftsplanerischen Ideenwettbewerb „für einen zeitgemäßen Stadtrandpark“ aus. 53 Vorschläge wurden daraufhin eingereicht, das Atelier Loidl Berlin gewann den Wettbewerb und wurde mit der Feinplanung und Umgestaltung/Erneuerung des ehemaligen Gutsparks Falkenberg beauftragt.
Die im Laufe einiger Jahrzehnte entstandene Brache mit teilweise versiegelten Flächen und ungenutzten Gebäuden sollte zu einem öffentlichen Park werden. Die restlichen Gebäude wurden abgerissen, die verwilderte Altobstanlage durch Neupflanzungen aufgewertet. Finanziert wurden alle Arbeiten aus Fördermitteln der EU, aus Mitteln des Bezirks, aus Investitionsmitteln des Umweltamtes, aus Mitteln der Beschäftigung schaffenden Infrastrukturförderung (BSI) sowie aus Ausgleichs- und Ersatzabgaben nach dem Berliner Naturschutzgesetz in einer Gesamthöhe von 576.000 Euro. Die Firma Alpina aus Ahrensfelde hat alle Arbeiten ausgeführt.

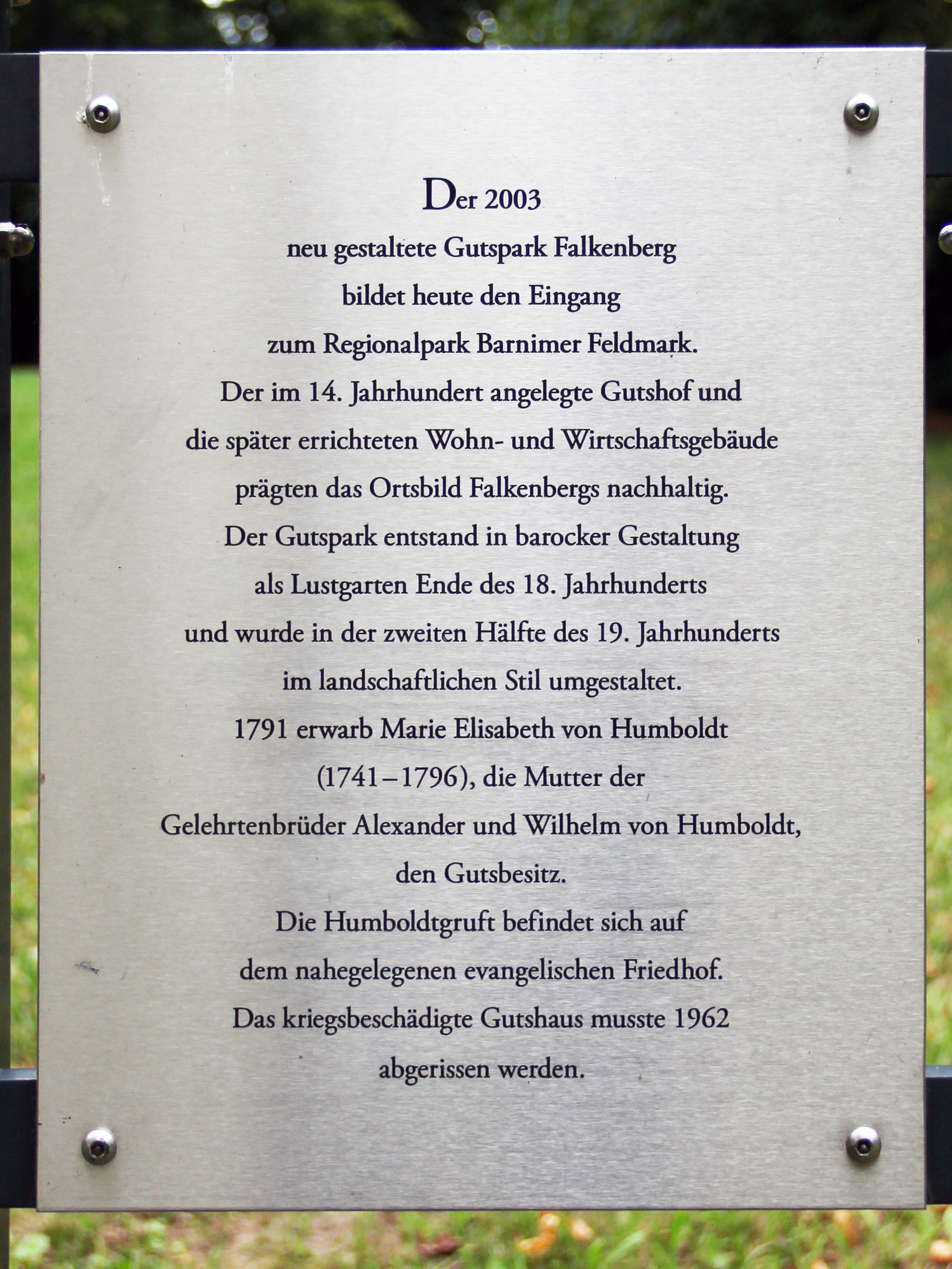
Gedenktafel

Im Zusammenhang mit der feierlichen Einweihung des erneuerten Parks am 10. Juni 2005 enthüllte der damalige Lichtenberger Stadtrat Andreas Geisel eine große Gedenktafel mit diesem Text (siehe auch Bild).:

„Der 2003 neu gestaltete Gutspark Falkenberg bildet heute den Eingang zum Regionalpark Barnimer Feldmark.
Der im 14. Jahrhundert angelegte Gutshof und die später errichteten Wohn- und Wirtschaftsgebäude prägten das Ortsbild Falkenbergs nachhaltig. Der Gutspark entstand in barocker Gestaltung als Lustgarten Ende des 18. Jahrhunderts und wurde in der zweiten Hälfte des 19. Jahrhunderts im landschaftlichen Stil umgestaltet.
1791 erwarb Marie-Elisabeth von Humboldt (1741–1796), die Mutter der Gelehrtenbrüder Alexander und Wilhelm von Humboldt, den Gutsbesitz. Die Humboldtgruft befindet sich auf dem evangelischen Friedhof.
Das kriegsbeschädigte Gutshaus musste 1962 abgerissen werden.“

Der Gutspark soll in Zukunft in Richtung Barnim, also über die Berliner Stadtgrenze hinaus, erweitert werden. Zu dem bereits fertiggestellten öffentlichen Teil dieser Feldmark führt der Stegeweg, vorbei an Wiesen mit alten Obstbäumen und Auerochsen auf den Weiden.

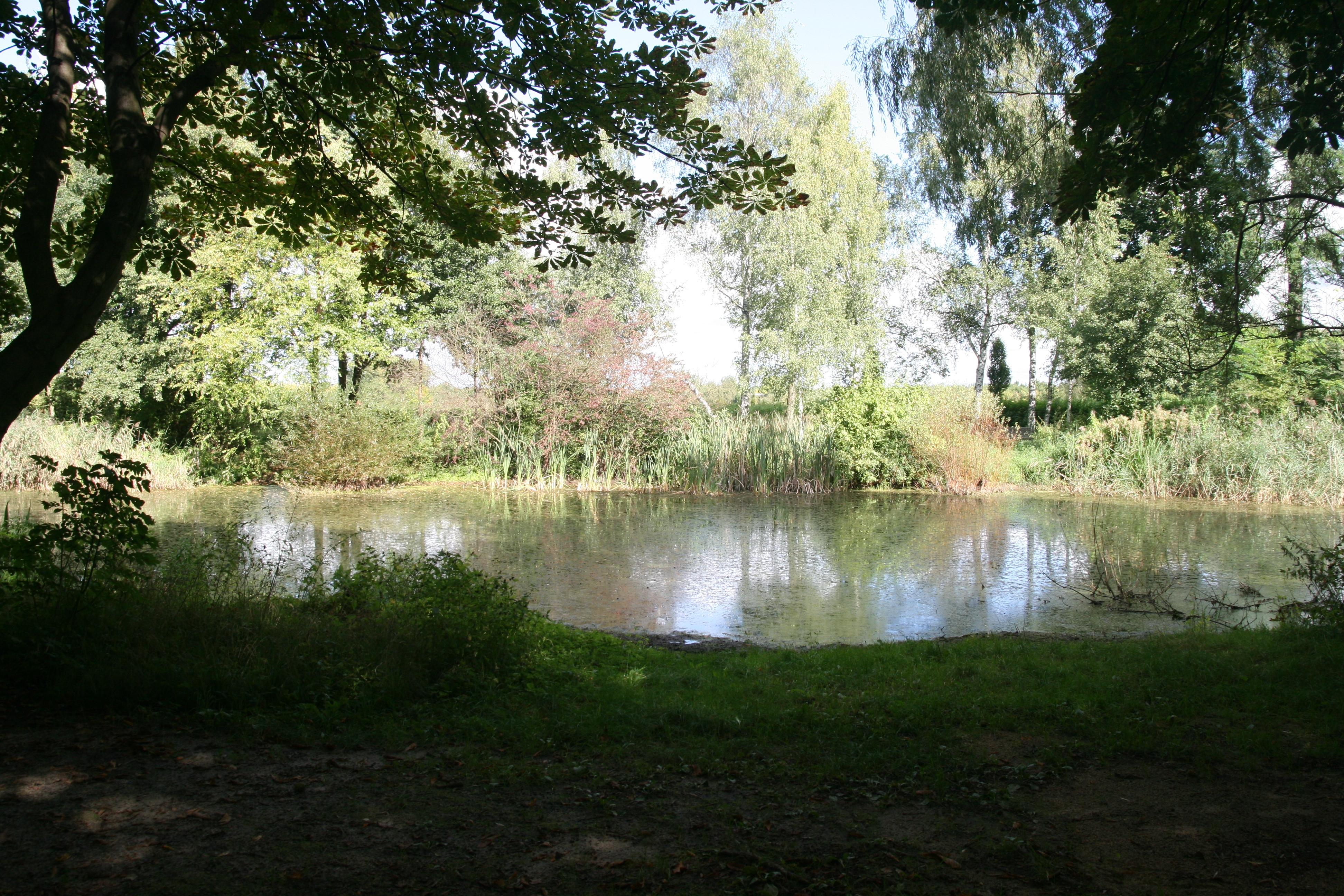
Blick auf den Gutsteich

## Beschreibung und Besonderheiten im Park
Ein kleiner Teich mit einem verschilften Uferrand bildet den Mittelpunkt der Anlage. Um ihn führt ein wieder hergestellter romantischer Uferweg. Der Teich ist ein „stehendes Gewässer zweiter Ordnung“ und wegen zu geringen Grundwasserstandes vom Austrocknen bedroht. Deshalb hat das zuständige Bezirksamt Lichtenberg in seinem 2018er Bürgerhaushalt rund 200.000 Euro zur Sanierung eingeplant.
Im Park befinden sich größere Wiesenflächen, alte Ahornbäume, Akazien, Trauerweiden, neu gepflanzt wurden unter anderem rund 800 weiß und lila blühende Rhododendronsträucher, etwa 10.000 Krokusse und weitere Wildstauden. Gepflasterte geschwungene Wege durchziehen den Park, rustikale Treppen und Rampen überwinden das Landschaftsgefälle, Klinkermauern fangen Höhenunterschiede ab.
Unweit der Gedenktafel liegt ein bearbeiteter Findling mit der Inschrift „Adolfs Ruh / 1880“.